# Jeselnica
Jeselnica, 1911 és 1918 között Dunaorbágy (románul: Eșelnița, 1966-ig Ieșelnița) falu Romániában, a Bánságban, Mehedinți megyében, a Vaskapu-szorosban.

## Fekvése
Orsovától 4 kilométerre nyugat-délnyugatra, a Duna partján, a Dunába futó, azonos nevű patak völgyében helyezkedik el. Területének kb. 86%-át erdő borítja.

## Nevének eredete
Történeti névalakjai: Jalsanycza (1484), Jeszelnicza (1774), Jeshenicza (1840). A helységnévrendezés idején nevét a község kifejezett tiltakozása ellenére, a vármegye javaslatára változtatták meg, ugyanis az állítólag a környéken egykor létezett Orbágy nevű település nevét akarták fölújítani.

## Története
A falut 1968 és 1970 között, a Vaskapu-erőmű építésekor telepítették át mai helyére, a régi falut elárasztották. Ugyanide költöztették az elárasztott Plavisevica (1554: Pılavičıviča, 1700 k. Plavicsovicza, 1911 és 1918 között Naszádos), Tiszovica (1554-ben Tısıviča, 1717-ben Disvieviza, 1911 és 1918 között Tiszóca) és Ogradena falvak lakóit. Utóbbi eredetileg a román és szerb lakosságú Óogradenából (1554-ben Ograg'an, 1700 k. Ogradenj, 1717-ben Ogradiena, 1911 és 1918 között Óasszonyrét) és az 1826 és 1828 között telepített cseh faluból, Újogradenából (1911 és 1918 között Újasszonyrét, csehül: Frauvízn) állt.
1650-ben a vadállatok miatt költözött le a Duna partjára. 1773 és 1872 között a Román-bánáti Határőrezred hatodik századához, majd Szörény, 1876-tól Krassó-Szörény vármegyéhez tartozott. A trianoni békeszerződéssel került Romániához. 1951–54-ben Ogradena községhez, 1965–68-ban Orsova városhoz tartozott. 1933-ban itt temették el Traian Badescu karánsebesi ortodox püspököt.
A Jugoszlávia elleni 1992 és 1995 közötti embargó idején Jeselnica és a túloldali Tekija között virágzott a csempészet, amelyet főként jeselnicaiak bonyolítottak.

## Népessége
- 1900-ban 1062 lakosából 999 volt román, 25 német és 11 szerb anyanyelvű; 1013 ortodox és 41 római katolikus vallású.
- 2002-ben 3070 lakosából 2963 volt román, 291 cigány és 71 cseh nemzetiségű; 2904 ortodox, 122 római katolikus és 39 pünkösdista vallású.

## Látnivalók

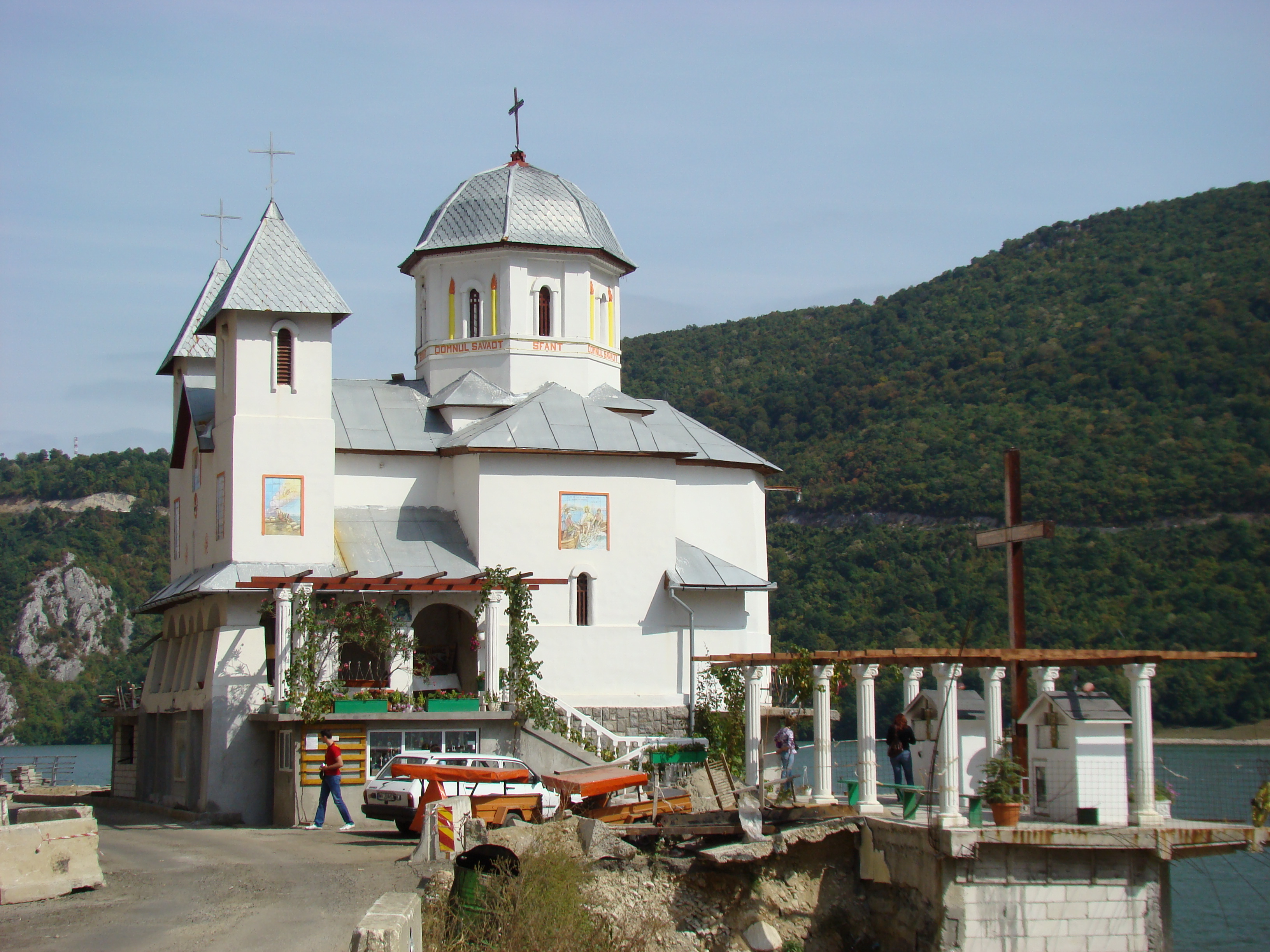
A Mrakonia kolostor

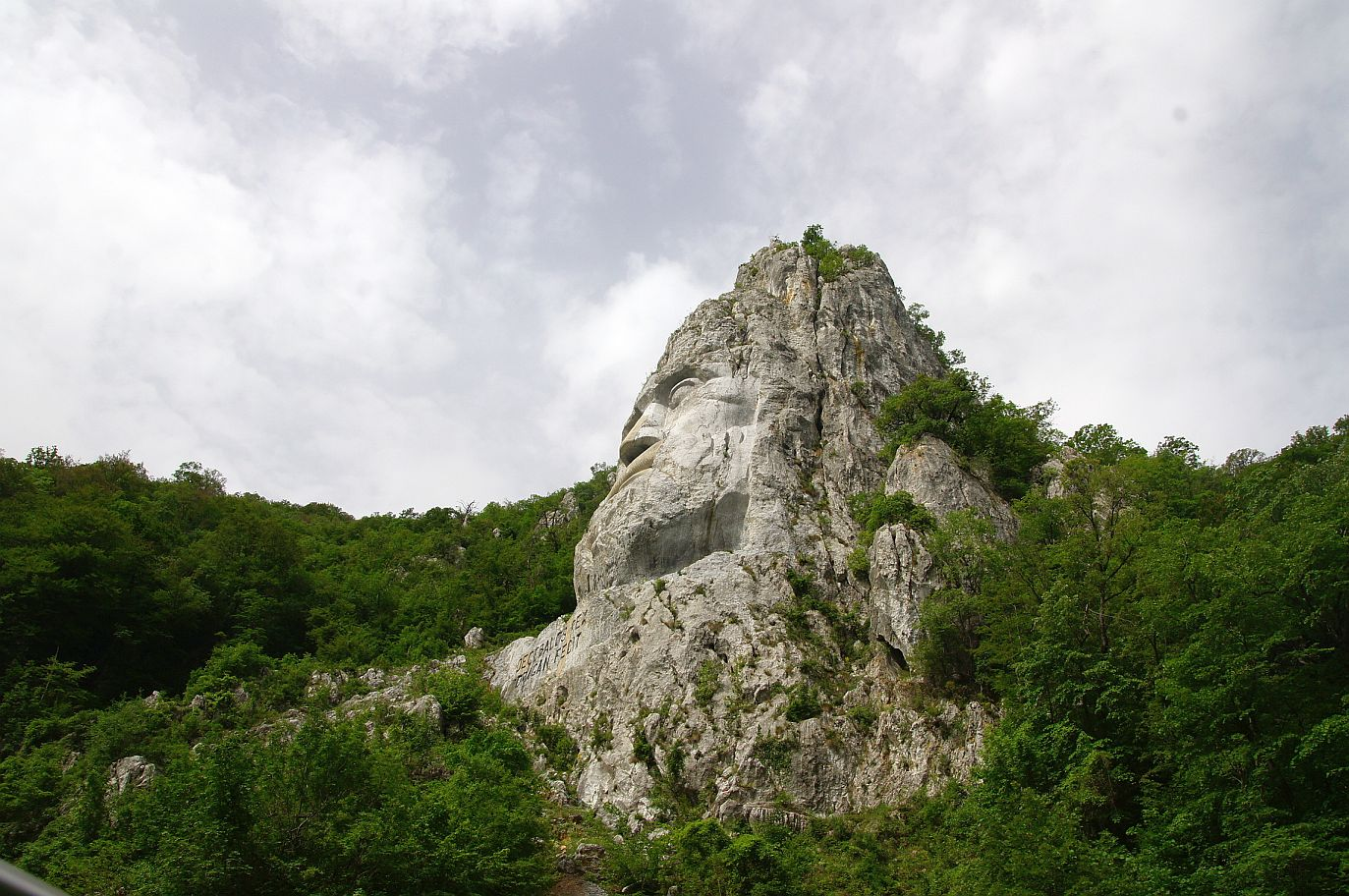
Decebal-fej

- A Kis-Kazán-szoros az egykori Ogradena falunál. A Mrakonia-öböl partján (ahol a víz a 120 méteres mélységet is eléri) a hírhedt olajmilliárdos, Iosif Constantin Drăgan ötletére és pénzéből faragták sziklába Decebal dák uralkodó szobrát. 40 méteres magasságával és 25 méteres szélességével ez a legnagyobb kőszobor Európában. 1994 és 2002 között tizenkét alpinista szobrász készítette. Latin nyelvű feliratán Drăgan saját nevét is megörökítette.
- Ugyancsak a Mrakonia-öbölnél, a folyóparton kis ortodox kolostor is található. Egykori templomának alaprajzából arra következtethetünk, hogy a kolostort a 15. század első felében a török elől menekült szerb szerzetesek alapították. Az viszont biztos, hogy korábbi épülete 1788-ban, egy török betörés alatt pusztult el.[2] 1931-ben újraalapították, de 1967-ben az erőmű elárasztotta és most víz alatt van. A mai épület 1993 után épült.
- A Doina Olimpia és Teodor Grigore által alapított néprajzi múzeum.
- A Sever Negrescu lelkész által létrehozott egyházközségi múzeum többek között a szoros falvaiból származó népi kegytárgyakat mutat be. Egy a 18. század első feléből, Óogradenáról való ikon érdekessége, hogy rajta az Istenanya és Jézus is miseruhában látható, valamint hogy Mária jobb kezében liliomot tart, ami egyébként a katolikus ikonográfia jellegzetessége. A Duna egy 1787-ből keltezett Szent Miklós- és egy 1796-ból való Szent Mihály-ikon hátterében is látható.

## Gazdasága
- Turizmus. Határának 86%-a erdő. A falutól délnyugatra, a Duna partjára üdülőfalu települt.
- Az egykori Ogradena falu környékén krómbánya.
- Márványbánya, mészégetés.